# Safra Basteh
Safra Basteh (em persa: صفرابسته, também romanizada como Şafrā Basteh) é uma aldeia do distrito rural de Kiashahr, situada no condado de Astaneh-ye Ashrafiyeh, na província de Gilan, no Irã. Segundo o censo de 2006, sua população era de 1 258, em 338 famílias.